# Un homme qui me plaît
Un homme qui me plaît is een Franse filmkomedie uit 1969 onder regie van Claude Lelouch.

## Verhaal
Een Franse componist van filmmuziek is samen met een Franse actrice in Los Angeles voor de opnamen van een film. Ze spenderen samen hun tijd in verschillende hotelkamers. Zij is zeer geïnteresseerd in hem.

## Rolverdeling
| Acteur             | Personage              |
| ------------------ | ---------------------- |
| Jean-Paul Belmondo | Henri                  |
| Annie Girardot     | Françoise              |
| Maria Pia Conte    | Vrouw van Henri        |
| Marcel Bozzuffi    | Man van Françoise      |
| Farrah Fawcett     | Patricia               |
| Peter Bergman      | Regisseur              |
| Kaz Garas          | Paul                   |
| Bill Quinn         | Passagier              |
| Arturo Dominici    | Douanier               |
| Timothy Blake      | The Dominos            |
| Jerry Cipperly     | Ober                   |
| Foster Hood        | Indiaan                |
| Sweet Emma         | Zichzelf               |
| Richard Basehart   | Acteur                 |
| Simone Renant      | Vriendin van Françoise |